# Spoccia
Spoccia (Spòcia in lombardo) è una frazione di 46 abitanti del comune italiano di Valle Cannobina in provincia del Verbano-Cusio-Ossola, in Piemonte. Fino al 31 dicembre 1927 è stato un comune autonomo.

## Geografia fisica

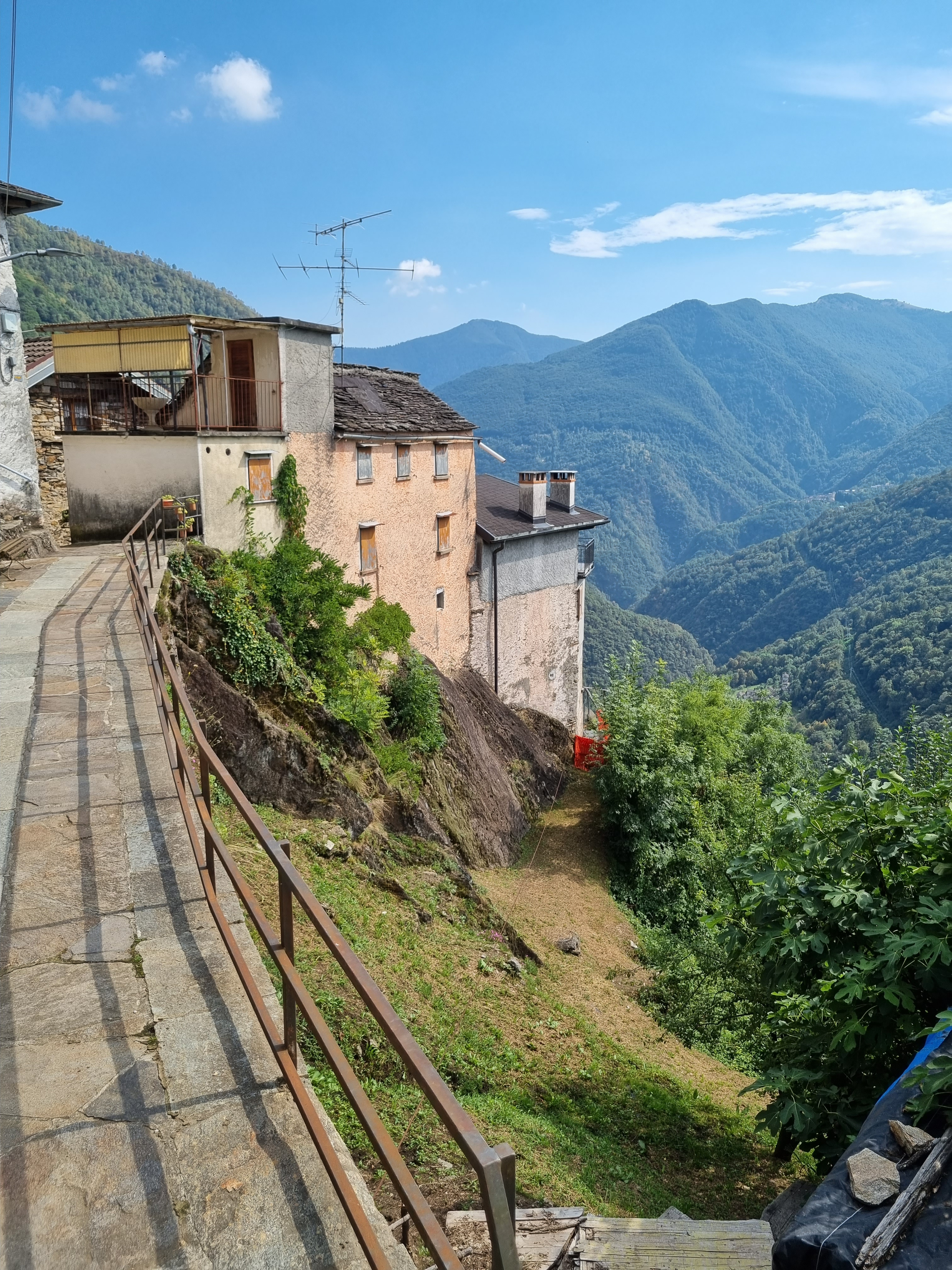
Il paese

Il centro abitato di Spoccia si trova su uno sperone roccioso lungo le pendici del monte Zuccaro in Valle Cannobina. La maggior parte dei suoi edifici è costruita direttamente sulla roccia.

## Storia
Il documento più antico che cita il nome di questa località è del 1293 e riguarda una lite tra i pastori di Spoccia e quelli di Orasso. Originariamente Orasso era l'unica località della valle che aveva il titolo di parrocchia, per cui la popolazione vi si doveva recare per le funzioni.
Spoccia fu eretta a parrocchia autonoma nel 1615 dal cardinale Federico Borromeo, distaccandosi da Orasso.
Nonostante il passaggio dalla diocesi di Milano a quella di Novara nel 1817, Spoccia riuscì a mantenere vivo il rito ambrosiano. In ogni caso, in occasione nel sinodo diocesano del 1990, il rito ambrosiano è stato ripristinato integralmente in tutte le parrocchie della vecchia pieve di Cannobio. Il cardinale Colombo, per onorare la fedeltà di questa parrocchia al rito, donò alla comunità il nuovo messale ambrosiano.
Tra il XIX e XX secolo la Valle Cannobina, e Spoccia in particolar modo, ha sviluppato una vocazione al contrabbando, favorita dalla sua posizione montana vicino al confine svizzero. Il trasporto clandestino di beni come tabacco, caffè e riso era una risposta alle difficoltà economiche locali, invano contrastato dalla Guardia di Finanza che aveva posto diverse caserme in quei luoghi.
La strada carrozzabile di collegamento con la statale di fondovalle venne realizzata soltanto degli anni '80 del Novecento.
Il comune di Spoccia, fino ad allora mantenutosi autonomo, il 31 dicembre 1927 venne fuso a Cavaglio San Donnino, costituendo il comune di Cavaglio-Spoccia. Il 1º gennaio 2019 Cavaglio-Spoccia si è fuso con i comuni di Cursolo-Orasso e Falmenta per dare vita al comune di Valle Cannobina.

## Monumenti e luoghi d'interesse

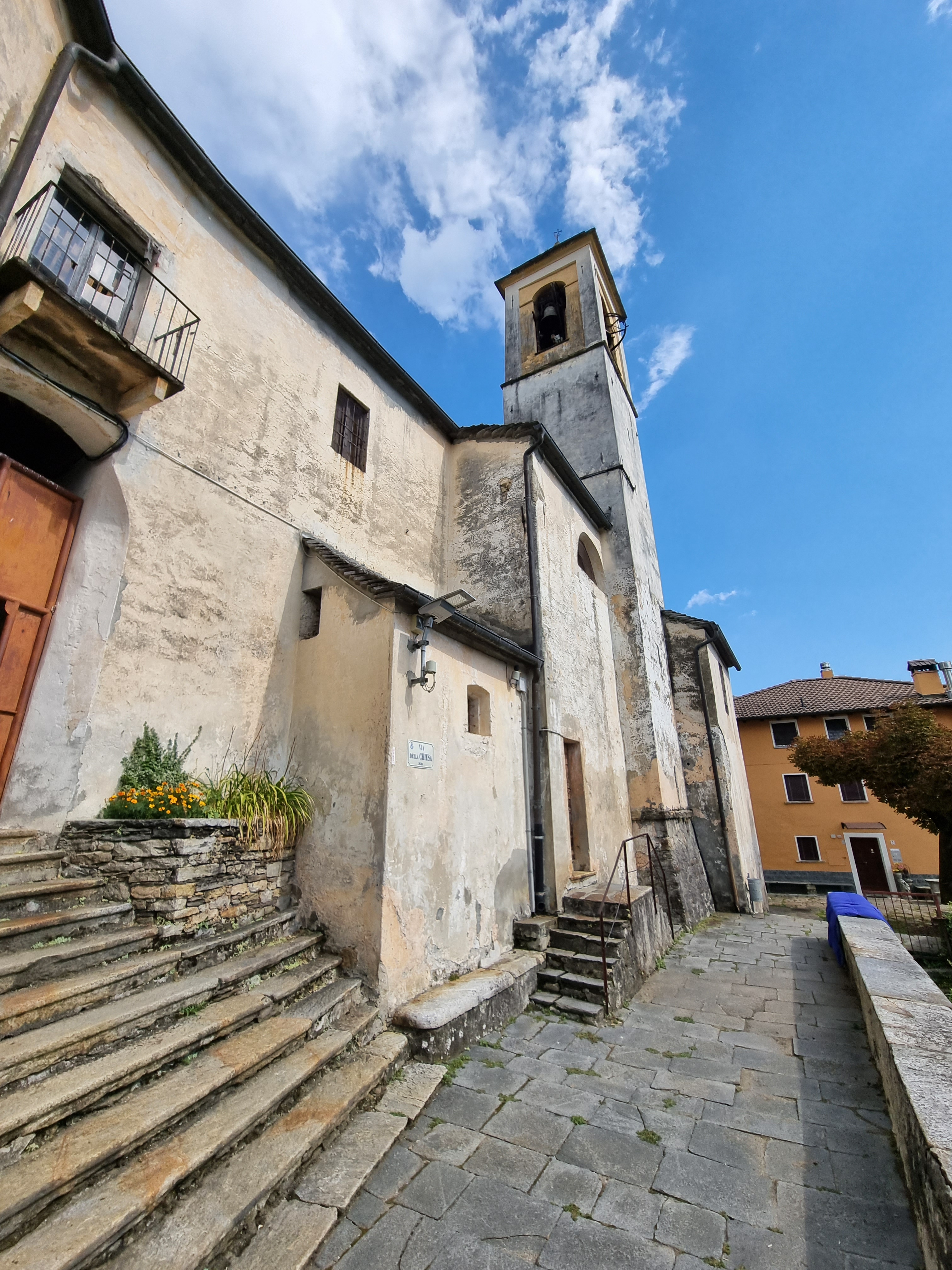
Chiesa di Santa Maria Maddalena
Venne costruita nel 1445 e consacrata un secolo dopo. Non possiede una facciata, essendo addossata alla casa parrocchiale. L'ingresso si apre su un passaggio coperto tra questi due edifici. La chiesa venne ampliata nel 1666 e arricchita di due cappelle laterali. Il dipinto della Madonna del Rosario è attribuito a Carlo Francesco Nuvolone.
Oratorio della Madonna di Re e del Rosario
Situata a fianco del cimitero, alla sommità di una ripida scalinata, risale al 1753. L'ingresso è coperto da un grande portico ottocentesco. Degno di nota è il cancello in ferro battuto del '400 che reca i simboli della Passione.
Oratorio di San Giuseppe

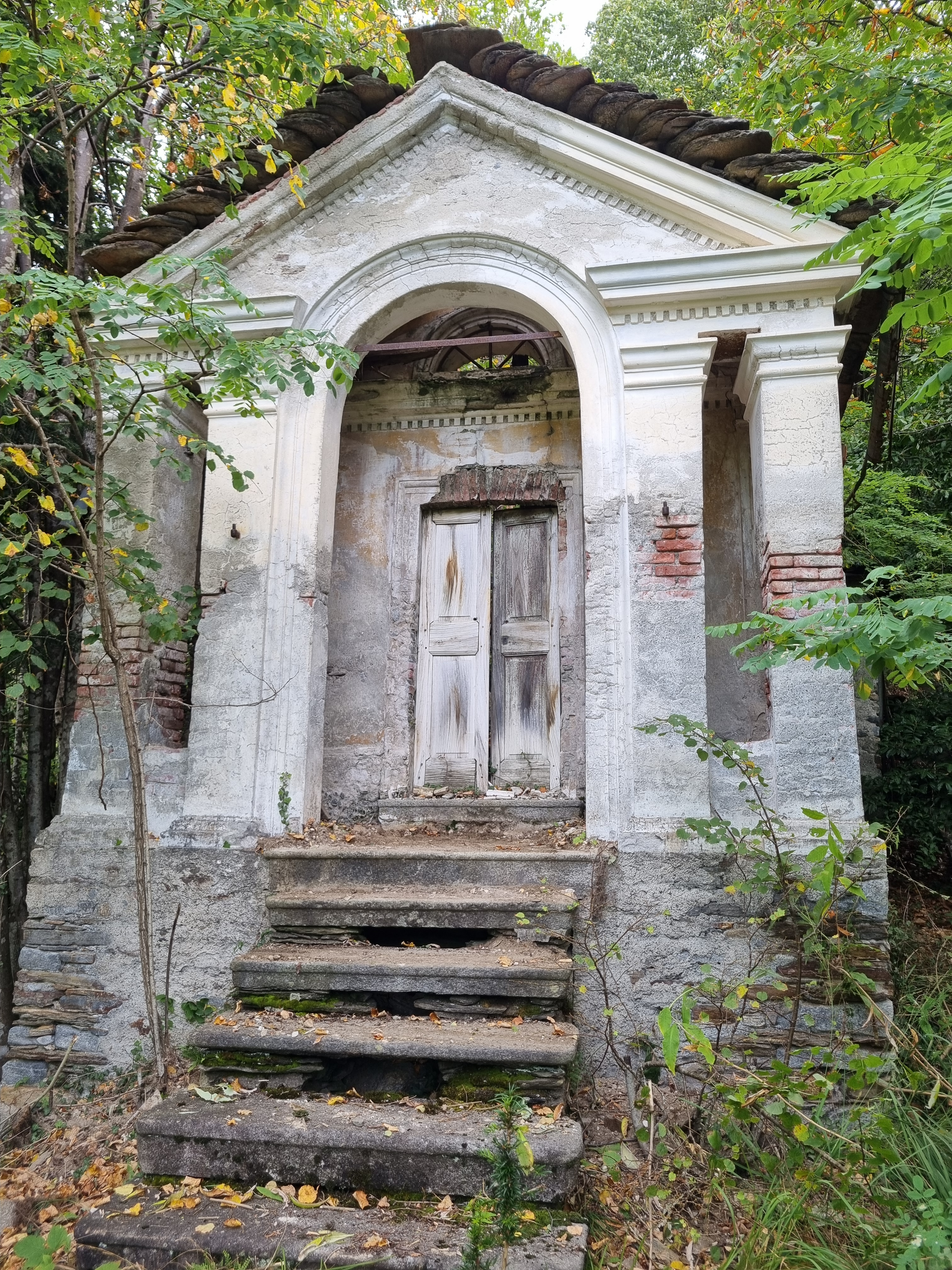
Oratorio di San Giuseppe, Ponte Spoccia

Si trova lungo la mulattiera che collega Spoccia a Ponte Spoccia, e dunque alla statale. Ad oggi è completamente immerso nel bosco e il tetto è crollato. Non è rimasta traccia dei dipinti al suo interno. Nel secolo scorso vi celebravano alcuni matrimoni.
Caserma della Guardia di Finanza
Costruita negli anni '60 a monte del paese per cercare di frenare il fenomeno del contrabbando. Ha ospitato una brigata di 6-7 finanzieri ed era dotata di eliporto. Attualmente è in stato di abbandono.

## Società

### Evoluzione demografica
Abitanti censiti. In blu sono indicati gli abitanti censiti nel centro abitato di Spoccia dal 1936. In verde sono indicati gli abitanti relativi all'ex comune (1861-1921), poi frazione (1931), prendendo in considerazione tutto il suo territorio, che includeva, oltre al capoluogo, anche la località di Ponte Spoccia e alcune case sparse.

## Geografia antropica
Oltre al capoluogo, l'ex comune di Spoccia comprendeva il piccolo nucleo di Ponte Spoccia, sorto lungo la strada statale 631 di Valle Cannobina.